# Maxonia apiifolia
Maxonia apiifolia là một loài thực vật có mạch trong họ Dryopteridaceae. Loài này được (Sw.) C. Chr. miêu tả khoa học đầu tiên năm 1916.